# 56 Pułk Piechoty Cesarstwa Austriackiego
56 Pułk Piechoty Cesarstwa Austriackiego – jeden z austriackich pułków piechoty okresu Cesarstwa Austriackiego.
Okręg poboru: Morawy.

## Mundur
- Typ: niemiecki
- Bryczesy: białe
- Wyłogi: szarozielone (stalowe)
- Guziki: żółte

## Garnizony
- 1802 Cieszyn